# Вилхелм Хозенфелд
Вилхелм Адалберт Хосенфелд (2 май 1895 – 13 август 1952) е учител и офицер в германската армия, който е повишен в ранг на Хауптман (капитан) в края на Втората световна война. Той помогнал да се скрият и спасят няколко поляци, включително евреи, по време на окупацията на Полша и помогнал на полския еврейски пианист и композитор Владислав Шпилман да оцелее, скривайки се в руините на Варшава през последните месеци на 1944 г. Този акт е показан във филма от 2002 г. – „Пианистът“. Той е пленен от Червената армия и умира в руски лагер за военнопленници на 13 август 1952 г. от спукана аорта – най-вероятно след изтезания.
През 2009 г. Хосенфелд е посмъртно признат от Яд Вашем (официалният израелски паметник на жертвите на Холокоста) за един от праведните сред нациите.